# Björkråtjärnen, Lappland
Björkråtjärnen är en sjö i Åsele kommun i Lappland och ingår i Ångermanälvens huvudavrinningsområde.